# Bobadilla del Campo
Bobadilla del Campo es un municipio y localidad española de la provincia de Valladolid, en la comunidad autónoma de Castilla y León. En 2017 contaba con una población de 304 habitantes.

## Geografía
Ubicación
La localidad está situada a una altitud de unos 760 m sobre el nivel del mar.
| Noroeste: Brahojos de Medina | Norte: Brahojos de Medina                 | Noreste: Velascálvaro                     |
| Oeste: Carpio                |                                           | Este: Cervillego de la Cruz               |
| Suroeste: Carpio             | Sur: Madrigal de las Altas Torres (Ávila) | Sureste: Blasconuño de Matacabras (Ávila) |

## Demografía

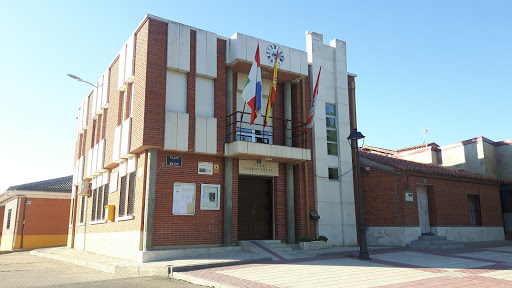
Casa consistorial

Cuenta con una población de 284 habitantes (INE 2024).
| Gráfica de evolución demográfica de Bobadilla del Campo entre 1842 y 2021                                                                                               |
| |
| Población de derecho según los censos de población del INE Población de hecho según los censos de población del INEEn estos censos se denominaba Bobadilla: 1842 y 1857 |

## Símbolos
El escudo heráldico y la bandera que representan al municipio fueron aprobados oficialmente el 24 de agosto de 2004. El escudo se blasona de la siguiente manera:

Escudo partido. 1.º de plata monte de sinople, sumado de ermita de gules mazonada de sable y aclarada de plata. 2.º de plata tres ondas de azur. Al timbre Corona Real cerrada.
Boletín Oficial de Castilla y León nº 173 de 7 de septiembre de 2004

La descripción textual de la bandera es la siguiente:

Bandera rectangular de proporciones 2:3, formada por una cruz completa blanca en el centro de la misma, cuyos brazos tienen de ancho 1/5 del ancho de la bandera , siendo los rectángulos superior del asta e inferior del batiente rojos, verde el interior del asta y azur el superior del batiente.
Boletín Oficial de Castilla y León nº 173 de 7 de septiembre de 2004